# 岷江水电
四川岷江水利电力股份有限公司，簡稱四川岷江水利电力股份、四川岷江水利电力、四川岷江水电，以及岷江水电（英語：Sichuan Minjiang Hydropower Co.,Ltd.，上交所：600131），於1988年成立當時為「阿坝州草坡电厂」。
現時由四川省電力公司（國家電網公司轄下）旗下公司，董事長為张有才，總經理為苏旭燕。總部位於四川省都江堰市奎光路301号。股份則在1998年4月2日於上海證券交易所上市。
業務在都江堰市等经营水利电力开发、配套与水电有关的发、输及供电设施、电力生产、电力购售等。

## 連結
- mjsdgs.com （页面存档备份，存于）